# Liste des meilleurs rebondeurs en NBA en carrière
Cette page présente la liste des meilleurs rebondeurs en NBA en carrière en saison régulière.

## Explications
Les rebonds ont été pris en compte en NBA à partir de la saison NBA 1950-1951. Avant la saison NBA 1973-1974, il n'y avait pas de distinctions entre les rebonds défensifs et les rebonds offensifs ; néanmoins cela n'affecte en rien ce classement puisqu'il prend en compte la totalité des rebonds pris sur une carrière.
Le rebond est une caractéristique spécifique aux joueurs intérieurs (les pivots et les ailiers forts), c'est pour cette raison que la quasi-totalité des joueurs présents dans ce classement sont des joueurs ayant évolué à ces types de poste. Mais comme tout classement quantitatif, on y retrouve tout de même des joueurs ayant évolué à d'autres postes : en effet plus la carrière est longue et plus on a de chances de figurer dans un classement quantitatif.

## Classement

### Joueurs les plus prolifiques
| ^ | Joueur en activité en NBA                                       |
| * | Joueur intronisé au Basketball Hall of Fame                     |
| ° | Joueur ne répondant pas aux critères du Basketball Hall of Fame |

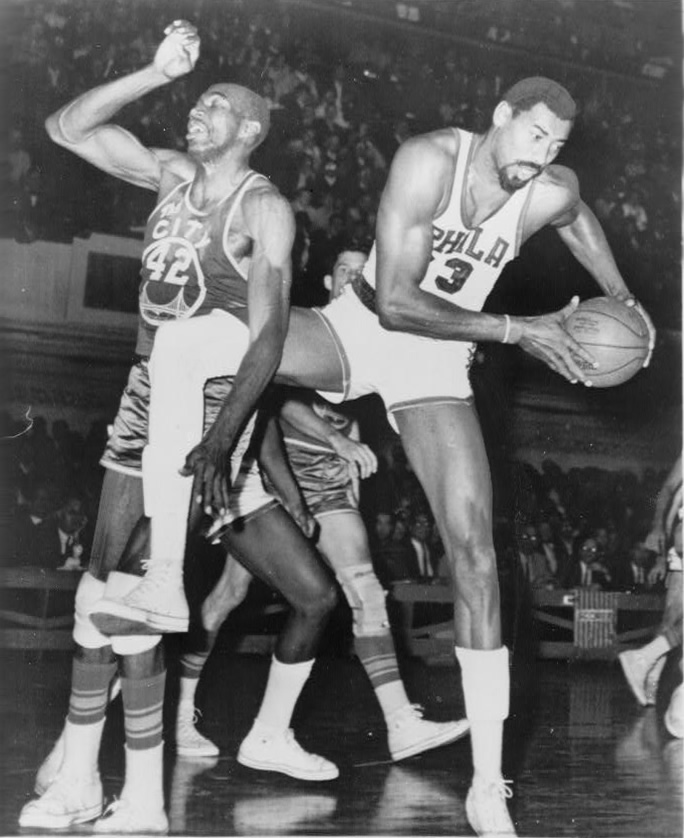
Wilt Chamberlain (1er)

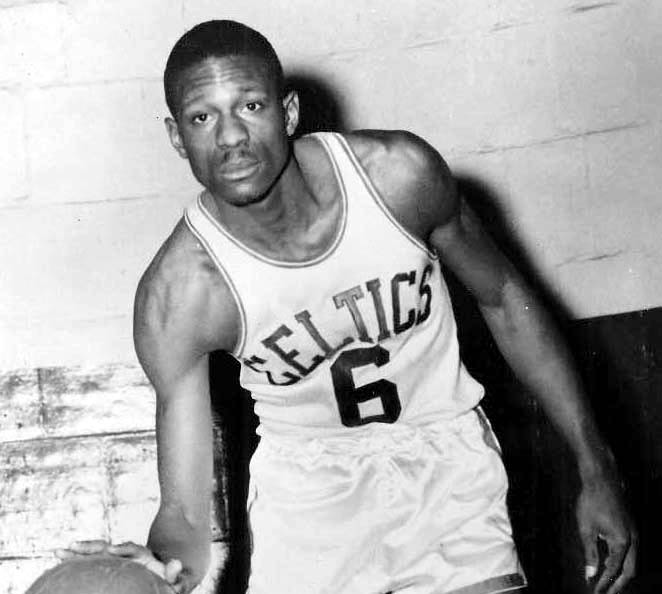
Bill Russell (2e)

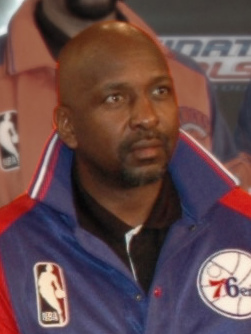
Moses Malone (3e)

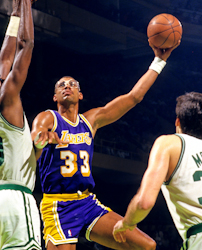
Kareem Abdul-Jabbar (4e)

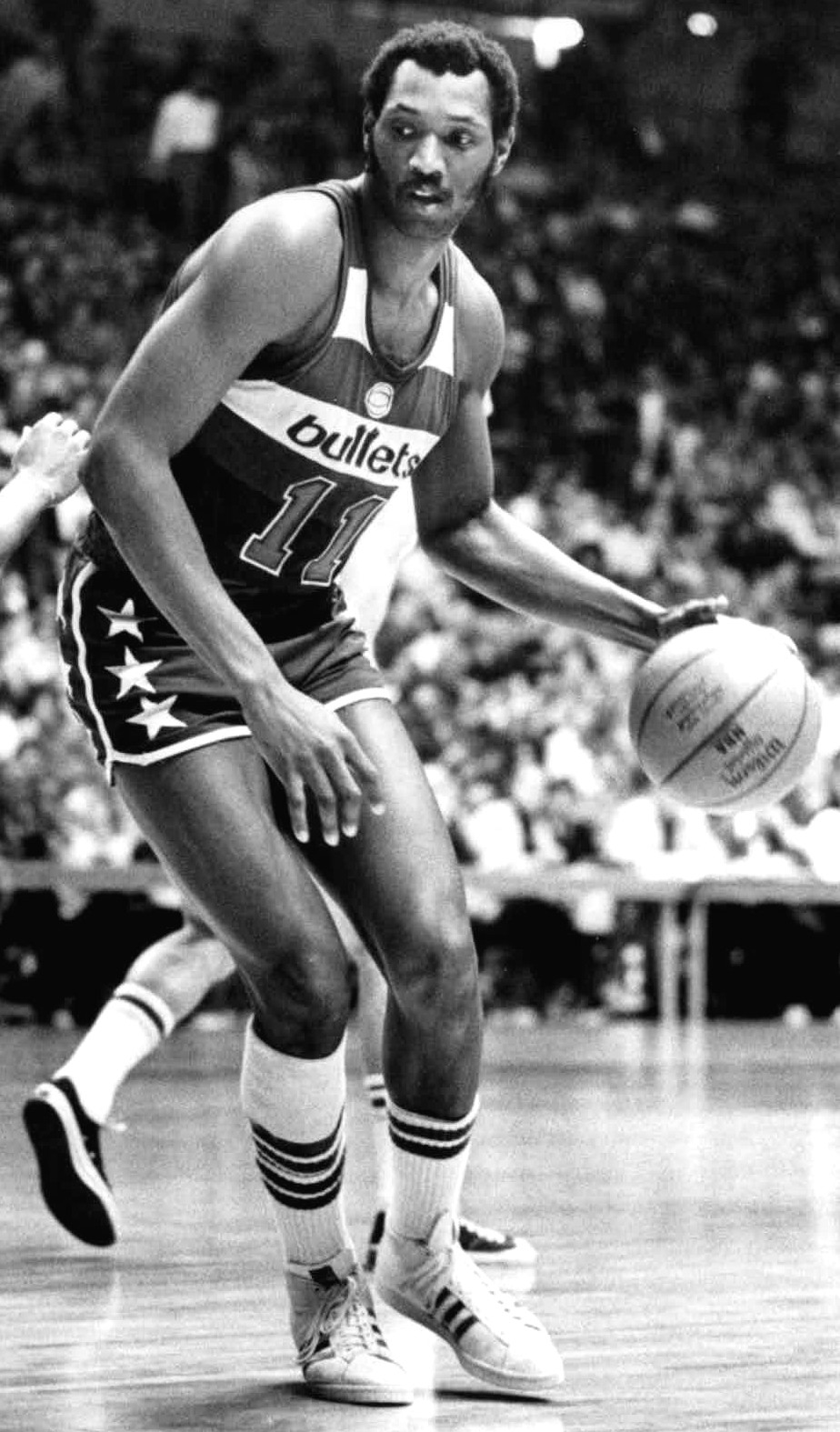
Elvin Hayes (5e)

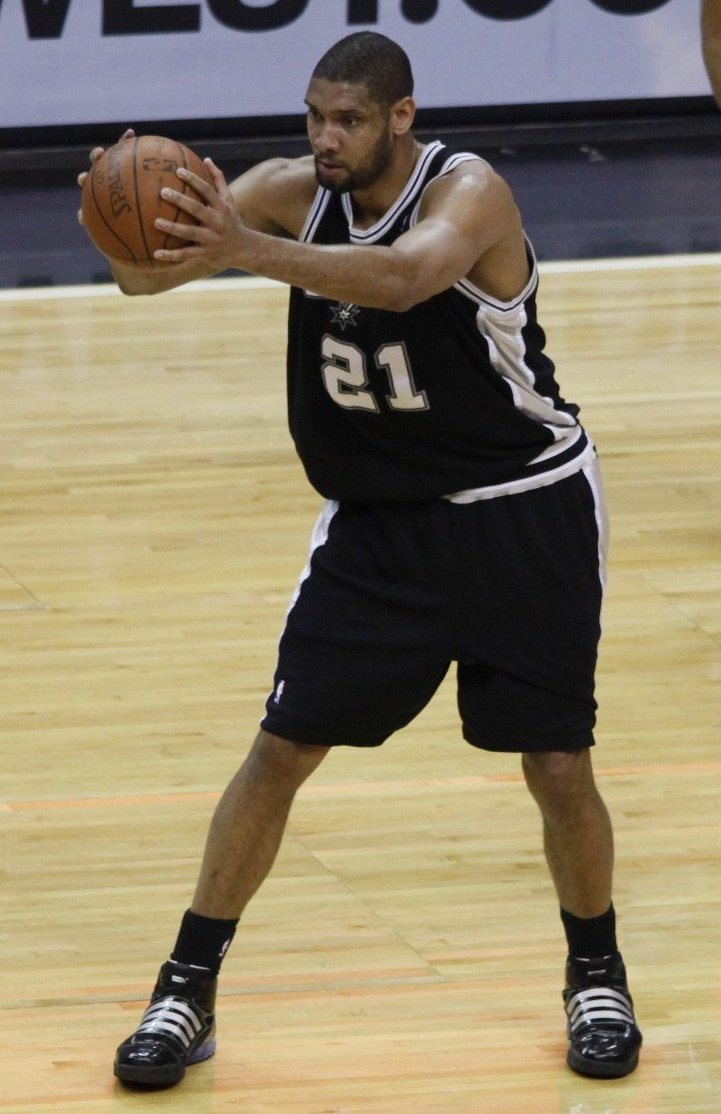
Tim Duncan (6e)

- Mise à jour à l'issue de la fin de la saison 2024-2025..

| Rang | Nom                 | Total de Rebonds | Matchs disputés | Moyenne en carrière | C |
| ---- | ------------------- | ---------------- | --------------- | ------------------- | - |
| 1    | Wilt Chamberlain    | 23 924           | 1 045           | 22.93               | * |
| 2    | Bill Russell        | 21 620           | 963             | 22,45               | * |
| 3    | Moses Malone        | 17 834           | 1 329           | 12,20               | * |
| 4    | Kareem Abdul-Jabbar | 17 440           | 1 560           | 11,18               | * |
| 5    | Elvin Hayes         | 16 279           | 1 303           | 12,49               | * |
| 6    | Tim Duncan          | 15 091           | 1 392           | 10,84               | ° |
| 7    | Karl Malone         | 14 968           | 1 476           | 10,14               | * |
| 8    | Robert Parish       | 14 715           | 1 611           | 9,13                | * |
| 9    | Kevin Garnett       | 14 662           | 1 462           | 10,03               | ° |
| 10   | Dwight Howard       | 14 627           | 1 242           | 11,78               | ^ |
| 11   | Nate Thurmond       | 14 464           | 964             | 15.52               | * |
| 12   | Walt Bellamy        | 14 241           | 1 043           | 13,65               | * |
| 13   | Wes Unseld          | 13 769           | 984             | 13,99               | * |
| 14   | Hakeem Olajuwon     | 13 748           | 1 238           | 11,11               | * |
| 15   | Shaquille O'Neal    | 13 099           | 1 207           | 10,85               | * |
| 16   | Buck Williams       | 13 017           | 1 307           | 9,96                |   |
| 17   | Jerry Lucas         | 12 942           | 829             | 15,61               | * |
| 18   | Bob Pettit          | 12 849           | 792             | 16,22               | * |
| 19   | Charles Barkley     | 12 546           | 1 073           | 11,69               | * |
| 20   | Dikembe Mutombo     | 12 359           | 1 196           | 10,33               | * |
| 21   | Paul Silas          | 12 357           | 1 254           | 9,85                |   |
| 22   | Charles Oakley      | 12 205           | 1 282           | 9,52                |   |
| 23   | Dennis Rodman       | 11 954           | 911             | 13,12               | * |
| 24   | Kevin Willis        | 11 901           | 1 424           | 8,36                |   |
| 25   | LeBron James        | 11 731           | 1 562           | 7,51                | ^ |
| 26   | Patrick Ewing       | 11 607           | 1 183           | 9,81                | * |
| 27   | Dirk Nowitzki       | 11 489           | 1 522           | 7,55                | ° |
| 28   | Elgin Baylor        | 11 463           | 846             | 13,55               | * |
| 29   | Pau Gasol           | 11 305           | 1 226           | 9,22                | ° |
| 30   | Dolph Schayes       | 11 256           | 996             | 11,30               | * |
| 31   | Bill Bridges        | 11 054           | 926             | 11,94               |   |
| 32   | Andre Drummond      | 10 981           | 904             | 12,15               | ^ |
| 33   | Jack Sikma          | 10 816           | 1 107           | 9,77                | * |
| 34   | DeAndre Jordan      | 10 784           | 1 111           | 9,71                | ^ |
| 35   | David Robinson      | 10 497           | 987             | 10,64               | * |
| 36   | Ben Wallace         | 10 482           | 1 088           | 9,63                | * |
| 37   | Tyson Chandler      | 10 467           | 1 160           | 9,03                | ° |
| 38   | Dave Cowens         | 10 444           | 766             | 13,63               | * |
| 39   | Bill Laimbeer       | 10 400           | 1 068           | 9,74                |   |
| 40   | Otis Thorpe         | 10 370           | 1 257           | 8,25                |   |
| 41   | Zach Randolph       | 10 208           | 1 116           | 9,15                | ° |
| 42   | Nikola Vučević      | 10 169           | 972             | 10,46               | ^ |
| 43   | Shawn Marion        | 10 101           | 1 163           | 8,69                | ° |
| 44   | Johnny Kerr         | 10 092           | 905             | 11,15               |   |
| 45   | Rudy Gobert         | 9 700            | 829             | 11,70               | ^ |
| 46   | Bob Lanier          | 9 698            | 959             | 10,11               | * |
| 47   | Sam Lacey           | 9 687            | 1 002           | 9,67                |   |
| 48   | Dave DeBusschere    | 9 618            | 875             | 10,99               | * |
| 49   | Marcus Camby        | 9 513            | 973             | 9,78                |   |
| 50   | Kevin Love          | 9 497            | 952             | 9,98                | ^ |

### Record de rebonds sur un match de saison régulière
Voici les joueurs ayant captés le plus grand nombre de rebonds, dans un match de saison régulière en NBA. Le record est détenu par Wilt Chamberlain, avec 55 rebonds, le 24 novembre 1960, contre les Celtics de Boston.
| Rebonds | Joueur                | Équipe                    | Date             | Adversaire                |
| ------- | --------------------- | ------------------------- | ---------------- | ------------------------- |
| 55      | Wilt Chamberlain      | Warriors de Philadelphie  | 24 novembre 1960 | Celtics de Boston         |
| 51      | Bill Russell          | Celtics de Boston         | 5 février 1960   | Nationals de Syracuse     |
| 49      | Bill Russell (2)      | Celtics de Boston         | 16 novembre 1957 | Warriors de Philadelphie  |
| 49      | Bill Russell (3)      | Celtics de Boston         | 11 mars 1965     | Pistons de Détroit        |
| 45      | Wilt Chamberlain (2)  | Warriors de Philadelphie  | 6 février 1960   | Nationals de Syracuse     |
| 45      | Wilt Chamberlain (3)  | Warriors de Philadelphie  | 21 janvier 1961  | Lakers de Los Angeles     |
| 43      | Wilt Chamberlain (4)  | Warriors de Philadelphie  | 11 novembre 1959 | Knicks de New York        |
| 43      | Wilt Chamberlain (5)  | Warriors de Philadelphie  | 8 décembre 1961  | Lakers de Los Angeles     |
| 43      | Bill Russell (4)      | Celtics de Boston         | 20 janvier 1963  | Lakers de Los Angeles     |
| 43      | Wilt Chamberlain (6)  | 76ers de Philadelphie     | 6 mars 1965      | Celtics de Boston         |
| 42      | Wilt Chamberlain (7)  | Warriors de Philadelphie  | 15 janvier 1960  | Celtics de Boston         |
| 42      | Wilt Chamberlain (8)  | Warriors de Philadelphie  | 25 janvier 1960  | Pistons de Détroit        |
| 42      | Nate Thurmond         | Warriors de San Francisco | 9 novembre 1965  | Pistons de Détroit        |
| 42      | Wilt Chamberlain (9)  | 76ers de Philadelphie     | 14 janvier 1966  | Celtics de Boston         |
| 42      | Wilt Chamberlain (10) | Lakers de Los Angeles     | 7 mars 1969      | Celtics de Boston         |
| 41      | Bill Russell (5)      | Celtics de Boston         | 12 février 1958  | Nationals de Syracuse     |
| 41      | Wilt Chamberlain (11) | Warriors de San Francisco | 26 octobre 1962  | Pistons de Détroit        |
| 41      | Bill Russell (6)      | Celtics de Boston         | 14 mars 1965     | Warriors de San Francisco |
| 40      | Bill Russell (7)      | Celtics de Boston         | 12 décembre 1958 | Royals de Cincinnati      |
| 40      | Wilt Chamberlain (12) | Warriors de Philadelphie  | 4 novembre 1959  | Nationals de Syracuse     |
| 40      | Bill Russell (8)      | Celtics de Boston         | 12 février 1961  | Warriors de Philadelphie  |
| 40      | Jerry Lucas           | Royals de Cincinnati      | 29 février 1964  | 76ers de Philadelphie     |
| 40      | Wilt Chamberlain (13) | Warriors de San Francisco | 22 novembre 1964 | Pistons de Détroit        |
| 40      | Wilt Chamberlain (14) | 76ers de Philadelphie     | 28 décembre 1965 | Celtics de Boston         |